# Hans-Georg Reimann
Hans-Georg Reimann (Stariškė, 24 agosto 1941) è un ex marciatore tedesco, vincitore di due medaglie ai Giochi olimpici.

## Palmarès
| Anno | Manifestazione  | Sede              | Evento       | Risultato | Prestazione | Note |
| ---- | --------------- | ----------------- | ------------ | --------- | ----------- | ---- |
| 1962 | Europei         | Belgrado          | Marcia 20 km | Argento   | 1h36'14"2   |      |
| 1968 | Giochi olimpici | Città del Messico | Marcia 20km  | 7º        | 1h36'31"4   |      |
| 1969 | Europei         | Atene             | Marcia 20 km | 5º        | 1h33'04"0   |      |
| 1971 | Europei         | Helsinki          | Marcia 20 km | 5º        | 1h28'56"8   |      |
| 1972 | Giochi olimpici | Monaco di Baviera | Marcia 20km  | Bronzo    | 1h27'16"6   |      |
| 1976 | Giochi olimpici | Montréal          | Marcia 20km  | Argento   | 1h25'13"8   |      |

## Altre competizioni internazionali
1970
- Oro in Coppa del mondo ( Eschborn) - 1h26'55"

1973
- Oro in Coppa del mondo ( Lugano) - 1h29'31"